# Kirchenmaler

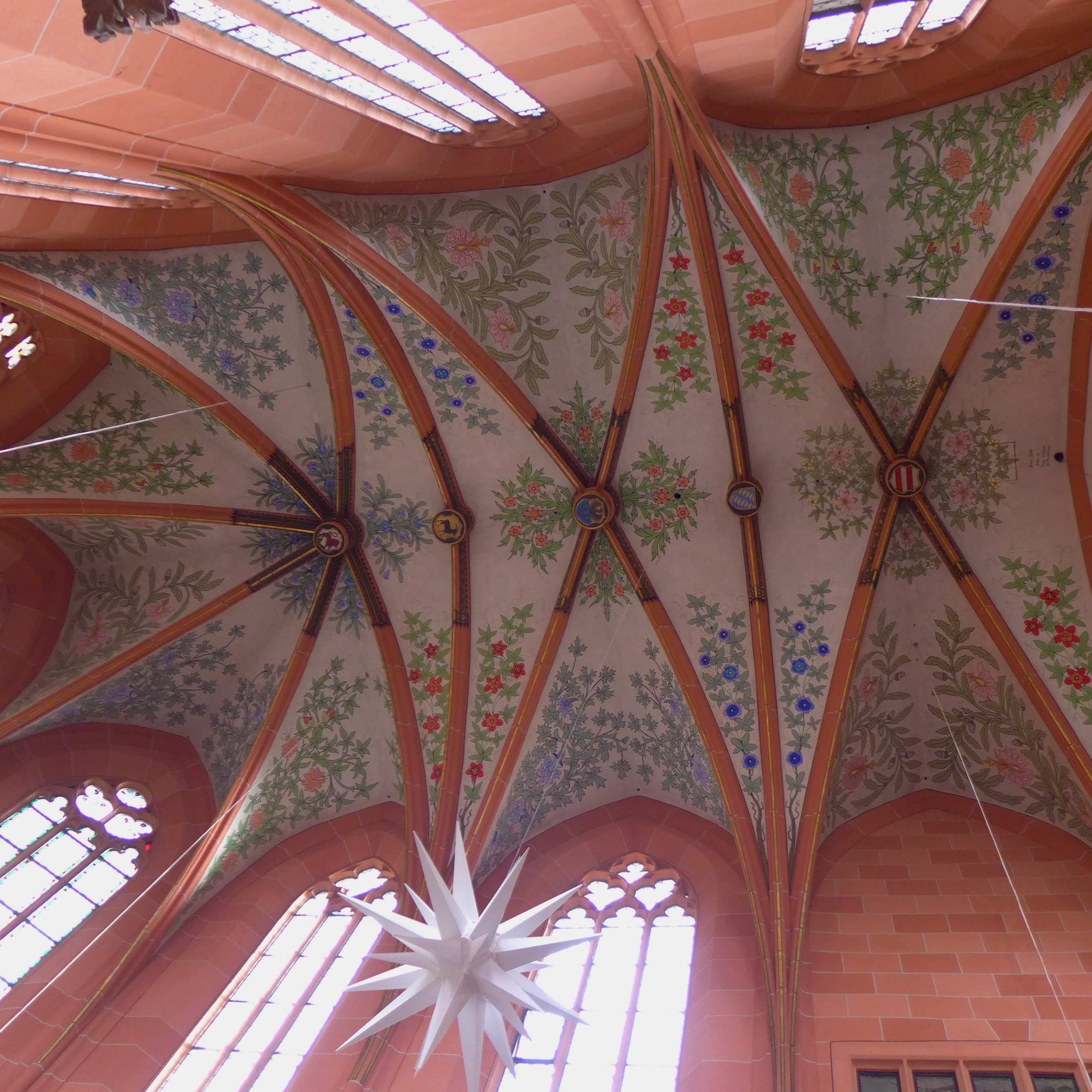
Apsisgewölbe mit floraler Bemalung, Stiftskirche Wertheim

Kirchenmaler ist die übliche Bezeichnung für den Beruf Maler und Lackierer Fachrichtung Kirchenmalerei und Denkmalpflege und eine offizielle Berufsbezeichnung in Deutschland.
Diese Berufs-Fachrichtung wurde mit der Neugestaltung der Ausbildungs- und Meisterprüfungsordnung zum 1. August 2003 bundesweit eingeführt. Zuvor war die Ausbildungsrichtung lediglich in den Bundesländern Bayern und Sachsen möglich. In der Kaiserzeit war die Kirchenmalerei ein Teil des Berufsbildes in der Dekorationsmalerei.
Die schulische Berufsausbildung kann an verschiedenen Fachschulen erfolgen, wobei die Schwerpunktbildung im dritten Ausbildungsjahr erfolgt. Die Meisterprüfung und ein einjähriger Vorbereitungslehrgang kann an der Städtischen Meisterschule München für Vergolder und Kirchenmaler abgelegt werden, der einzigen Meisterschule dieser Art in Deutschland, Westösterreich und der Schweiz.
Kirchenmaler sind auch im Bereich der Restaurierung tätig.